# Atanycolus simplex
Atanycolus simplex är en stekelart som först beskrevs av Cresson 1872.  Atanycolus simplex ingår i släktet Atanycolus och familjen bracksteklar. Inga underarter finns listade.